# 네이키드 보이즈 싱잉
《네이키드 보이즈 싱잉》(영어: Naked Boys Singing)은 2007년 공개된 미국의 뮤지컬 코미디 영화이다.

## 출연

### 주연
- 앤드류 블레이크 에이미스
- 제이슨 커리
- 말린 피셔
- 데이비드 호킨스
- 제이미스 호지스
- 조셉 킨
- 피터 렘퍼트
- 안소니 매너그
- 조 소자
- 케빈 알렉산더 스테
- 하 트루옹
- 살바토레 바살로
- 빈센트 자모라
- 마이클 하보시

## 기타
- Line PD: 제니퍼 쉐퍼
- 공동제작: 다릴 앤더르
- 공동제작: 일로 올리언스
- 의상: 로라 브로디